# Toni Slama
Toni Slama (* 1948 in Wien) ist ein österreichischer Schauspieler.

## Leben
Nach einer Laufbahn bei den Wiener Sängerknaben absolvierte er erfolgreich das Max-Reinhardt-Seminar in Wien und war hernach am Wiener Burgtheater, am Nationaltheater Mannheim, am Schillertheater (Berlin), am Staatstheater Wiesbaden, am Staatstheater Stuttgart und an den Städtischen Bühnen Frankfurt tätig. Darüber hinaus war er einige Jahre Gast bei den Festspielen Reichenau. Von 1996 bis 2015 war er Ensemblemitglied des Theaters in der Josefstadt und ist seit 2013 Ehrenmitglied dieses Theaters. Seit 2015 ist Toni Slama auch in verschiedenen Produktionen an der Volksoper Wien zu sehen wie „Gräfin Mariza“, „Land des Lächelns“ „Anatevka“ und „Gypsy“. In Film und Fernsehen bekleidete Toni Slama Rollen in verschiedenen Serien, wie z. B. „Kommissar Rex“, „Julia“, „Zodiac“, „Krupp“, Götz Spielmanns „Revanche“,in Nikolaus Leitners „Willkommen in Wien“ und „Die Auslöschung“.
2004 gewann er den Nestroy-Theaterpreis als bester Schauspieler in der Rolle des Leopold Adam in „Automatenbüffet“.
2019 wurde ihm der Berufstitel Kammerschauspieler verliehen.

## Filmografie (Auswahl)
- 2020: Tatort: Krank (Fernsehreihe)

## Hörspiele
- 2012: Philipp Blom: Glenns Listen (Hal) – Regie: Peter Kaizar (Hörspiel – ORF)